# 5639 Cuk
5639 Cuk este o planetă minoră (asteroid), cu un diametru de 3,427 km, din centura de asteroizi. A fost descoperită pe 9 august 1989 la Observatorul Palomar de Eleanor F. Helin. 
Obiectul prezintă o orbită caracterizată de o semiaxă mare de 1,8517853 UAi, o excentricitate de 0,02, o înclinație de 26,60173 ° în raport cu ecliptica.